# Canto dei battellieri del Volga
Il Canto dei battellieri del Volga è una celebre canzone tradizionale russa; si tratta di un anonimo canto di fatica le cui origini risalirebbero alla fine del XVI secolo.
Inizialmente il canto riguardava tutti i lavoratori che trascinavano chiatte e battelli sui fiumi russi, dal Volga al Dnepr; il titolo originale russo è infatti Эй, ухнем! (Ėj, uchnem!) ovvero Ehi, andiamo!, I battellieri svolgevano un compito veramente pesante, erano imbragati con delle cinghie tramite le quali dovevano trascinare imbarcazioni e chiatte, contrastando la corrente; il gruppo era guidato da una persona che, in testa, indicava il ritmo e il passo da tenere; il canto riusciva a mantenere unito il gruppo e lo aiutava nello svolgere la faticosa incombenza.
 Fu soltanto nel 1866 che il compositore Milij Alekseevič Balakirev lo introdusse in un suo testo su canti folcloristici tradizionali, indicandolo come Canto del Volga.
Il pittore Il'ja Efimovič Repin fra il 1870 e il 1873 dipinse un olio su tela, I trasportatori di barche del Volga, ispirandosi proprio a questo celebre canto.

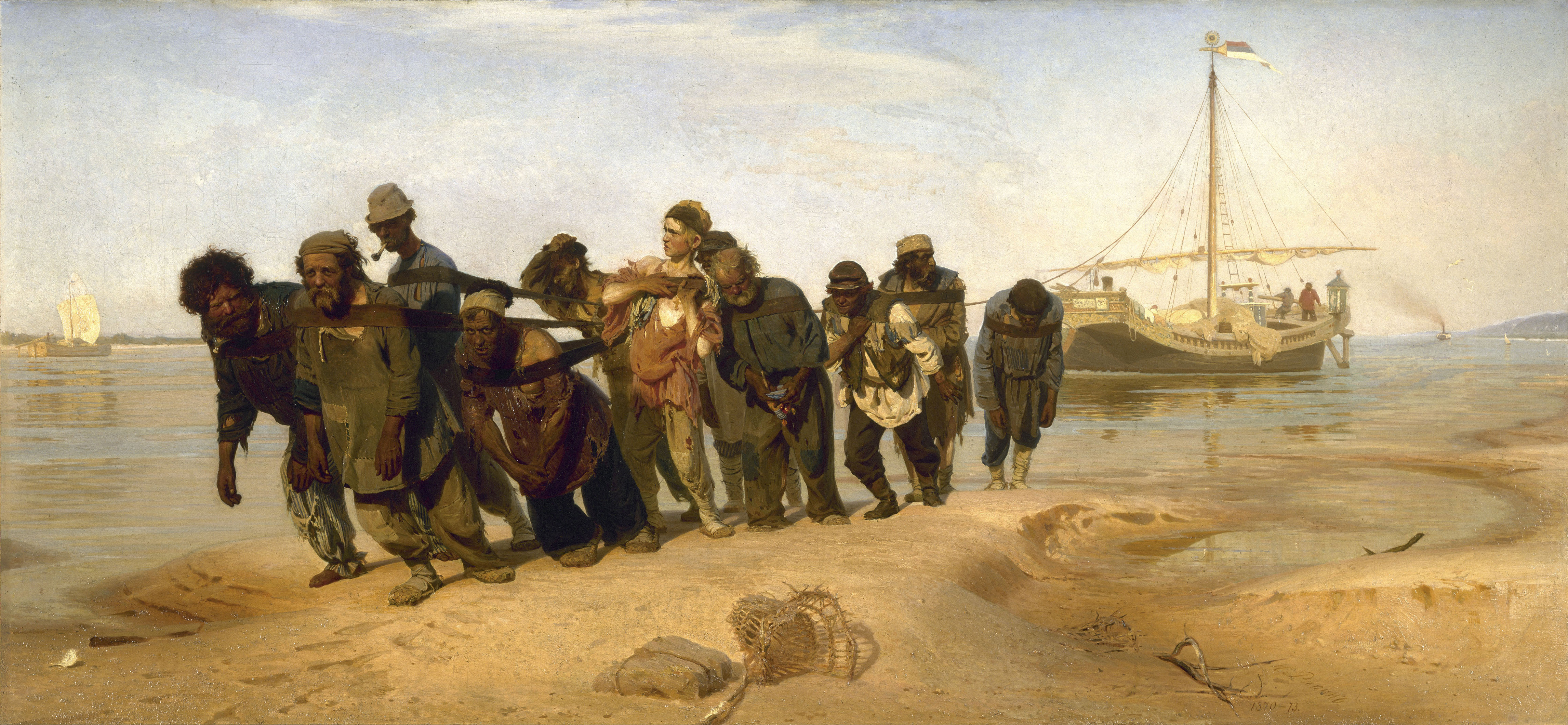
I battellieri del Volga, 1870–73 (Museo russo, San Pietroburgo)

Aleksandr Glazunov nel 1885 nel suo poema sinfonico Sten'ka Razin, evocando nella lenta introduzione lo scorrere del fiume Volga, cita il Canto dei battellieri del Volga sottolineandone l'aspetto solenne.
Igor' Stravinskij nel 1917 realizzò una versione per orchestra di fiati e percussioni per l'inaugurazione di una stagione dei Balletti russi a Roma, nel tentativo di creare un nuovo inno russo dopo l'abdicazione dello zar.
Nel 1922 Manuel de Falla fece una trascrizione di questo canto su richiesta del diplomatico Ricardo Baeza che stava cercando di procurare aiuti finanziari, insieme alla Società delle Nazioni, ai numerosi rifugiati russi profughi della prima guerra mondiale pubblicandolo come Canto de los remeros del Volga (del cancionero musical ruso) .
Nel 1941 Glenn Miller con il suo arrangiamento portò il brano con il titolo Song of the Volga Boatmen al primo posto della classifica Billboard Hot 100.
Il celebre basso russo Fëdor Ivanovič Šaljapin con il titolo Эй, ухнем! rese popolare questo canto e lo mantenne sempre nel suo repertorio. Il brano è entrato a far parte anche delle esecuzioni del Coro dell'Armata Rossa.